# Guzmania condorensis
Guzmania condorensis är en gräsväxtart som beskrevs av Hans Edmund Luther. Guzmania condorensis ingår i släktet Guzmania och familjen Bromeliaceae. Inga underarter finns listade i Catalogue of Life.